# Lorain (Ohio)
Lorain é uma cidade localizada no estado norte-americano de Ohio, no Condado de Lorain.

## Demografia
Segundo o censo norte-americano de 2000, a sua população era de 68.652 habitantes.
Em 2006, foi estimada uma população de 70.592, um aumento de 1940 (2.8%).

## Geografia
De acordo com o United States Census Bureau tem uma área de 62,8 km², dos quais 62,2 km² cobertos por terra e 0,6 km² cobertos por água. Lorain localiza-se a aproximadamente 183 m acima do nível do mar.

## Localidades na vizinhança
O diagrama seguinte representa as localidades num raio de 12 km ao redor de Lorain.

## Personalidades
- Toni Morrison (1931), prémio Nobel da Literatura de 1993